# K2C2 KOME KOME CLUB CREATORS
『K2C2 KOME KOME CLUB CREATORS』（ケー・ツー・シー・ツー こめこめクラブ クリエイターズ）は、1991年9月21日に発売された米米CLUB初のPV集。

## 解説
1988年から1991年にかけて、米米CLUBのメンバーである石井竜也が監督し、発表されたミュージック・ビデオが収録されている。
それぞれのPVの間に、米米CLUBのメンバーであるMINAKO・MARI・BON・ジョプリン得能が出演しているショートストーリーのようなものも収録されている。
また、最後に｢なんでもいいんじゃないの｣が収録されている。
この作品に収録されているミュージック・ビデオは、1997年に発売されたPV集「KOME KOME CLUB HISTORY RICISM」に収録されているため、DVD化はされていない。

## 収録曲
全作詞・作曲：米米CLUB
1. KOME KOME WAR
2. FUNK FUJIYAMA
3. Shake Hip! (Ishii Version)
4. Peeping Tom